# Kiltjärnarna (Kalls socken, Jämtland)
Kiltjärnarna är en sjö i Åre kommun i Jämtland och ingår i Indalsälvens huvudavrinningsområde. Sjön har en area på 0,0654 kvadratkilometer och ligger 421,4 meter över havet.

## Delavrinningsområde
Kiltjärnarna ingår i det delavrinningsområde (706771-136941) som SMHI kallar för Mynnar i Juvuln. Medelhöjden är 478 meter över havet och ytan är 6,1 kvadratkilometer. Det finns inga avrinningsområden uppströms utan avrinningsområdet är högsta punkten. Vattendraget som avvattnar avrinningsområdet har biflödesordning 2, vilket innebär att vattnet flödar genom totalt 2 vattendrag innan det når havet efter 353 kilometer. Avrinningsområdet består mestadels av skog (81 procent). Avrinningsområdet har 0,21 kvadratkilometer vattenytor vilket ger det en sjöprocent på 3,4 procent.